# Бартошевич, Константин Константинович
Константин Константинович Бартошевич (Барташевич; 10 апреля 1906, Баку — 19 августа 1991, Москва) — советский архитектор, наиболее известен как разработчик типовых проектов клубов (дворцов и домов культуры).

## Биография
Константин Барташевич родился 10 апреля 1906 года в городе Баку.
С 16 лет начал работать чертёжником, затем десятником на строительстве. Окончил Азербайджанский индустриальный институт, где его преподавателями были архитекторы Я. М. Сарыщев и В. С. Саркисов. В 1934 году окончил аспирантуру Московского архитектурного института и поступил в аспирантуру Всесоюзной академии архитектуры (ВАА), научный руководитель Жолтовский Иван Владиславович. Из 164 человек, подавших заявления, к испытаниям было допущено 99, а поступило 24 человека: П. А. Александров, В. С. Андреев, К. К. Барташевич, Н. В. Белоусов, В. А. Веждаев, А. Г. Волков, А. И. Диденко, Г. А. Захаров, Б. А. Иванов, Н. Н. Звегильский, А. А. Кабанов, М. Я. Климентов, Л. К. Комарова, Л. В. Мелеги,, А. И. Попов-Шаман, М. Ф. Оленев, Г. А. Сутягин (впоследствии — Градов), П. Г. Стенюшин, И. П. Таранов, А. Д. Тарасенко, К. А. Трилисов, Р. А. Троцкий, Ю. Н. Шевердяев, Г. К. Яковлев. Планировалось, что наставниками и руководителями первых аспирантов ВАА станут корифеи Советской и Русской архитектуры, В. А. Щуко, И. В. Жолтовский, А. В. Щусев, И. А. Фомин, И. А. Голосов, А. А. и В. А. Весниными, М. Я. Гинзбург, Б. М. Иофан. Выпускники этого первого набора аспирантов Всесоюзной Академии Архитектуры во многом первыми стали формировать новую Советскую архитектуру. Во время учёбы в аспирантуре К. К. Бартошевич выполнил проект памятника революции 1905 года на Красной Пресне (руководитель И. А. Голосов), санатория (руководитель М. П. Парусников), павильона на Всесоюзной сельскохозяйственной выставке.
После окончания аспирантуры Академии архитектуры в 1937 году занялся реальным проектированием. Разработал проект дома туриста для Кавказа. С 1937 по 1948 — архитектор архитектурно-проектной мастерской ВЦСПС. В это время, по проекту Бартошевича строятся на Комсомольском проспекте в Перми два жилых здания, играющие важную роль в формировании ансамбля площади при Дворце культуры.
В 1943 году разработал проект мемориала «Жертвам фашистского террора». Проект музея жертвам фашистского террора ассоциируется с восточными деспотиями: мощные, испещренные рельефами стены и гигантские фигуры-символы. Все элементы торжественны, и величественны. Это не просто музей, это — Храм, посвященный Памяти жертв войны.
В конце 1940-х годов разработал несколько типовых проектов клубов. Особенное распространение получили типовые проекты на 300 и 500 мест, выполненные в неоклассическом стиле. Данный проект был неоднократно применен в городах СССР (всего 135 зданий), признан памятником градостроительства и архитектуры регионального значения и охраняется государством (в Саратове), во многих городах проведена реконструкция с сохранением и планировочных решений и гипсового декора с советской символикой (Кохтла-Ярве, Владимир и другие). По словам архитектора А. М. Журавлёва, этот проект «отличается простотой и ясностью построения плана и объема, масштабной выразительностью колоннады главного фасада».
В 1948 году перешел на работу в Моспроект. По проектам К. К. Бартошевича были построены жилые дома в Москве на улицах Земляной Вал, Садовая-Черногрязской и на Берниковской набережной. В 1948 году по его проекту были возведены технические корпуса Северной водопроводной станции, решённые, по мнению А. М. Журавлёва «в несколько утяжеленных полихромных формах, напоминающих о традициях, характерных для хозяйственных служб в старой русской архитектуре». Значительным произведением Константина Константиновича того времени является здание Югославского посольства в Москве, Мосфильмовская улица, 46 (сейчас Посольство Республики Сербия). В 1970-х спроектировал и построил здание Государственного института азотной промышленности (улица Земляной Вал, 50Ас3) и выполнил проект здания Россельхозтехники.
Жил в Москве по адресу: Ленинградский проспект, 75Б. Похоронен на Долгопрудненском кладбище.

## Семья
Жена, Матвиенко Анна Степановна (1910—1986), уроженка Донбасса.
Сын, Бартошевич Игорь Константинович (р. 1941), Московский архитектор, почетный строитель Москвы, автор зданий в центре Москвы, таких как «Берлинский Дом», «Женевский дом», «Новый Манеж».
Внук, Бартошевич Алексей Игоревич (р. 1973), архитектор.
Правнучка, Шевченко Анна Олеговна (р. 1989), архитектор.

## Работы

### Типовой клуб на 300 мест
Серия 2-06-04. Первый проект 1947, строились до начала 1960-х. Трехэтажное здание с портиком с 6 колоннами и двумя полукруглыми нишами для скульптур. Задний фасад с небольшим курдонёром и лоджией на втором этаже с 6 колоннами.
- Бахмут, 1957, ДК завода цветных металлов
- Бахмут, ДК завода цветных металлов, задний фасад
- клуб Мироновской ТЭC
- клуб Мироновской ТЭC, задний фасад
- Николаевка, клуб Славянской ТЭC
- Донецк, ДК Шевченко
- Сумы, ДК «Химик», 1953—1954
- Сумы, ДК «Химик», задний фасад
- Северск, центр культуры
- Северск, центр культуры, задний фасад
- ДК Новочеркасского завода синтетических продуктов, 1956
- Калуш, ДК «Минерал», 1953
- задний фасад ДК «Минерал»
- Смела, ДК Железнодорожников, 1962
- курдонёр ДК в Смеле
- Счастье, ДК Строителей, 1957
- Шумерля, Дом детского творчества на ул. Ленина, 17

### Типовой клуб на 500 мест
Первый проект 1947, последняя реализация в 1967 г. Трехэтажное здание с курдонёром, обособленным пропилеями с двумя рядами в 6 и 4 колонны.
- Кременчуг, ДК «КрАЗ», 1950—1952
- ДК Запорожского алюминиевого комбината, 1952
- Николаев, ДК судостроительного завода «Океан», 1955—1959
- Николаев, ДК «Молодёжный»
- ДК шахты Добропольская